# Festival (programma televisivo)
Festival è stato un varietà televisivo italiano, andato in onda nella prima serata del venerdì su Canale 5 dal 25 settembre 1987 all'8 gennaio 1988.
Fu condotto da Pippo Baudo (al suo debutto alla Fininvest), affiancato dalla soubrette Lorella Cuccarini (già al suo fianco in Fantastico 6 e Fantastico 7), dall'attrice Brigitte Nielsen e dai comici Gigi e Andrea e Zuzzurro e Gaspare.
I brani Io ballerò e Se ti va di cantare, entrambi cantati da Lorella Cuccarini, venivano utilizzati rispettivamente come sigla d'apertura e sigla di chiusura del varietà. 
Il programma andava in onda dallo studio 1 del Centro Palatino di Roma.

## Genesi
Festival rappresentò la contro-proposta di Canale 5 al varietà del sabato sera di Rai 1 Fantastico 8 condotto da Adriano Celentano con Heather Parisi, Marisa Laurito, Massimo Boldi e Maurizio Micheli; Baudo infatti portò in Fininvest buona parte del cast del Fantastico dell'anno precedente, da lui presentato con grande successo, per bissarne i risultati.
Nonostante il gigantesco budget messo a disposizione dall'azienda, i vertici Fininvest, in accordo con il presentatore, decisero però di non mandare Festival in sfida diretta contro lo show Rai (fu infatti collocato nella prima serata del venerdì invece che in quella del sabato).
Il nuovo show sostituì, nel palinsesto di Canale 5, il varietà musicale Premiatissima, in onda fino all'anno precedente, dal quale ereditò sia lo studio dove veniva registrato (l'1 del Centro Palatino) sia lo storico sponsor, il detersivo Dixan, che venne opposto al concorrente Dash, che quell'anno fu lo sponsor di Fantastico.

## Il programma
Ciascuna puntata di Festival era dedicata ad una delle diverse forme di spettacolo (format ripreso dallo storico show Milleluci). Altre componenti erano gli sketch comici di Zuzzurro e Gaspare e di Gigi e Andrea, i balletti di Lorella Cuccarini e la presenza dell'attrice danese Brigitte Nielsen, fresca di divorzio da Sylvester Stallone. Particolarità del programma è che durante la pubblicità, tra uno spot e l'altro, venivano realizzati degli intermezzi comici, per non far cambiare canale ai telespettatori, ma in seguito tale espediente (mai utilizzato prima nella TV italiana) venne accantonato in quanto ci si accorse che allungava a dismisura i blocchi pubblicitari.
Nonostante registrasse una media di ascolti più che buona (8 milioni di telespettatori, con punte di anche più di 10 milioni), il successo dello show fu comunque decisamente inferiore rispetto alle aspettative della Fininvest e dello stesso Pippo Baudo, che ritenevano di potere ripetere gli ascolti di Fantastico 7 (16 milioni di telespettatori di media, con punte di 20 milioni).
A seguito di ciò Baudo, una volta conclusa la trasmissione, decise di recedere dal contratto di tre anni in esclusiva con la Fininvest, pagando una cospicua penale e restando inattivo per un intero anno, dopodiché tornò in Rai, e dunque Festival si concluse dopo una sola edizione. Diverso fu invece il futuro professionale di Lorella Cuccarini, che rimase a lavorare in Fininvest (poi divenuta Mediaset nel 1996) con grande successo, divenendo un volto di punta dell'azienda per il successivo quindicennio.

## Lo speciale
Il 31 dicembre del 1987 andò in onda a reti Fininvest unificate una puntata speciale del varietà per i festeggiamenti di Capodanno, intitolata Festival di Mezzanotte, che accompagnò i telespettatori fino all'anno nuovo. 